# Snickaregölen, Blekinge
Snickaregölen är en sjö i Karlskrona kommun i Blekinge och ingår i Nättrabyåns huvudavrinningsområde.